# 웃어봐요
<웃어봐요>는 대한민국의 여성 싱어송라이터 장덕에 의해 작사 · 작곡된 곡이다. 장덕의 데뷔 음반이자 첫 컴필레이션 음반 《첫사랑》의 B면 4번 트랙으로 발표되었다.

## 배경
이 곡은 <나도 그래>와 마찬가지로 장덕이 태어난 지 얼마 안된 조카(오빠 장현의 아들 장원)를 안고 돌보면서 만든 곡으로 여겨진다. 울음을 터뜨리는 조카를 달래고 있을 때의 심정을 담은 곡으로 여겨진다. 가사는, "웃어봐요 살며시 / 이제 검은 구름은 지나갑니다 / 웃어봐요 살며시 / 이제 검은 구름은 지나갑니다 / 파도 물결도 멈추고 / 우리들은 여기서 이렇게 웃어봐요 / 내일의 즐거움 약속합시다 / 웃어봐요 이렇게 / 파란 하늘엔 햇살이 눈부시네요". 당시 장덕은 고등학교를 졸업한 상태였고 어머니는 자식들의 미래를 위해 재혼하여 미국으로 이민 간 상태였다. 그래서 장덕은 결혼한 오빠의 집에서 함께 살았다. 그 사이 오빠의 아이도 태어났다. 당시 장덕은 원이를 안고 돌보며 이 아이가 내 아이었다면 얼마나 좋을까? 라며 자신의 아들처럼 대했다고 한다.